# Вопросы философии и психологии
«Вопросы философии и психологии» («Вопросы философіи и психологіи») — журнал, издававшийся в Москве с ноября 1889 до 1918 года при Московском психологическом обществе. Вдохновителем создания и первым главным редактором журнала был Н. Я. Грот.
Содержание журнала составляли статьи по этике, гносеологии и другим философским вопросам, а также статьи по психологии, в том числе экспериментальной.
Вскоре после появления «Вопросы философии и психологии» стали крупнейшим русским философским журналом.

## Особенности
Являясь научным изданием, «Вопросы философии и психологии» при этом обращались к широким кругам образованной публики и стремились рассматривать специальные философские вопросы в их взаимосвязи с общественными явлениями. Н. Я. Грот писал о своём журнале: «Но мы желали бы, вместе с тем, чтобы его содержание было понятно и интересно для всех образованных русских людей, читавших хоть какие-нибудь философские и научные сочинения и способных размышлять о тех вечных вопросах, которые искони волнуют человеческий дух и возбуждают и среди большой интеллигентной публики страстные споры и живой объём мнений».
Журнал выходил с периодичностью 4—6 раз в год.

## История
Журнал был основан председателем Московского психологического общества Н. Я. Гротом; издателем стал член Психологического общества А. А. Абрикосов, совладелец кондитерской фирмы «А. И. Абрикосова сыновья», располагавший необходимым для такого предприятия начальным капиталом.
Разрешение на издание журнала было получено в Главном управлении по делам печати в июне 1889 года. От предварительной цензуры журнал был освобождён.
В конце 1893 года журнал был передан в собственность Психологического общества. С 1898 года журнал выходил при содействии созданного в 1897 году Санкт-петербургского Философского общества.
В 1917 году вышло только три номера журнала, в 1918 году он прекратил своё существование. Всего вышло 142 номера.

### Редакторы
Редактором журнала с 1889 года был Н. Я. Грот.
В 1894—1895 годах, по причине болезни Грота, соредактором стал его научный единомышленник Л. М. Лопатин.
С начала 1896 года, когда Грот полностью отошёл от дел, журнал выходил под редакцией Л. М. Лопатина и В. П. Преображенского.
С 1900 года (после смерти Преображенского) редакторами были Л. М. Лопатин и С. Н. Трубецкой.
С 1906 года и до самого закрытия журнал выходил под редакцией Л. М. Лопатина.

### Тиражи
Уже в первый год своего существования журнал имел, согласно Брокгаузу и Ефрону, до 1600 подписчиков (по другим данным — 1350). Число подписчиков журнала росло и в 1893 году перевалило за 2000. После 1893 года, на который пришёлся пик популярности журнала, в 1895 году тиражи несколько снижаются и в дальнейшем «число подписчиков стабилизируется на уровне 1100 экземпляров».

## Направленность
Журнал был заявлен как не имеющий собственного направления, то есть не ограничивающийся работами, выражающими определённую философскую позицию. В журнале печатались представители разных теоретических направлений: Н. Кареев, А. Глинка, В. Гольцев, Е. де Роберти, С. Булгаков, В. В. Зеньковский, Н. О. Лосский, Н. Бердяев, П. Струве, Б. Чичерин, П. Новгородцев, В. Хвостов, Л. Н. Толстой, Вл. Соловьёв, С. Трубецкой, Э. Радлов, Ф. Э. Шперк, Ю. И. Айхенвальд, С. Аскольдов, Г. Г. Шпет.
Тем не менее, благодаря идеалистическим взглядам основателя журнала Н. Я. Грота, журнал имел общую идеалистическую направленность.
По политическим установкам журнал был близок к правым кадетам. Кадетской партии сочувствали его редакторы Н. Я. Грот и Л. М. Лопатин.